# Rautatientori (plein)
Rautatientori (Fins) of Järnvägstorget (Zweeds) (vertaald Spoorwegplein) is een belangrijk plein in de Finse hoofdstad Helsinki. Het plein ligt ten oosten van het Centraal Station van Helsinki en is het op een na grootste busstation van de stad. In het zuiden van het plein bevindt zich het Ateneum en in het Noorden is het Nationaal Theater van Finland gevestigd met daarvoor een groot bronzen beeld van Aleksis Kivi. Onder het plein bevindt zich de Asematunnel en het metrostation Rautatientori.

## Galerie

Plein met station op de achtergrond
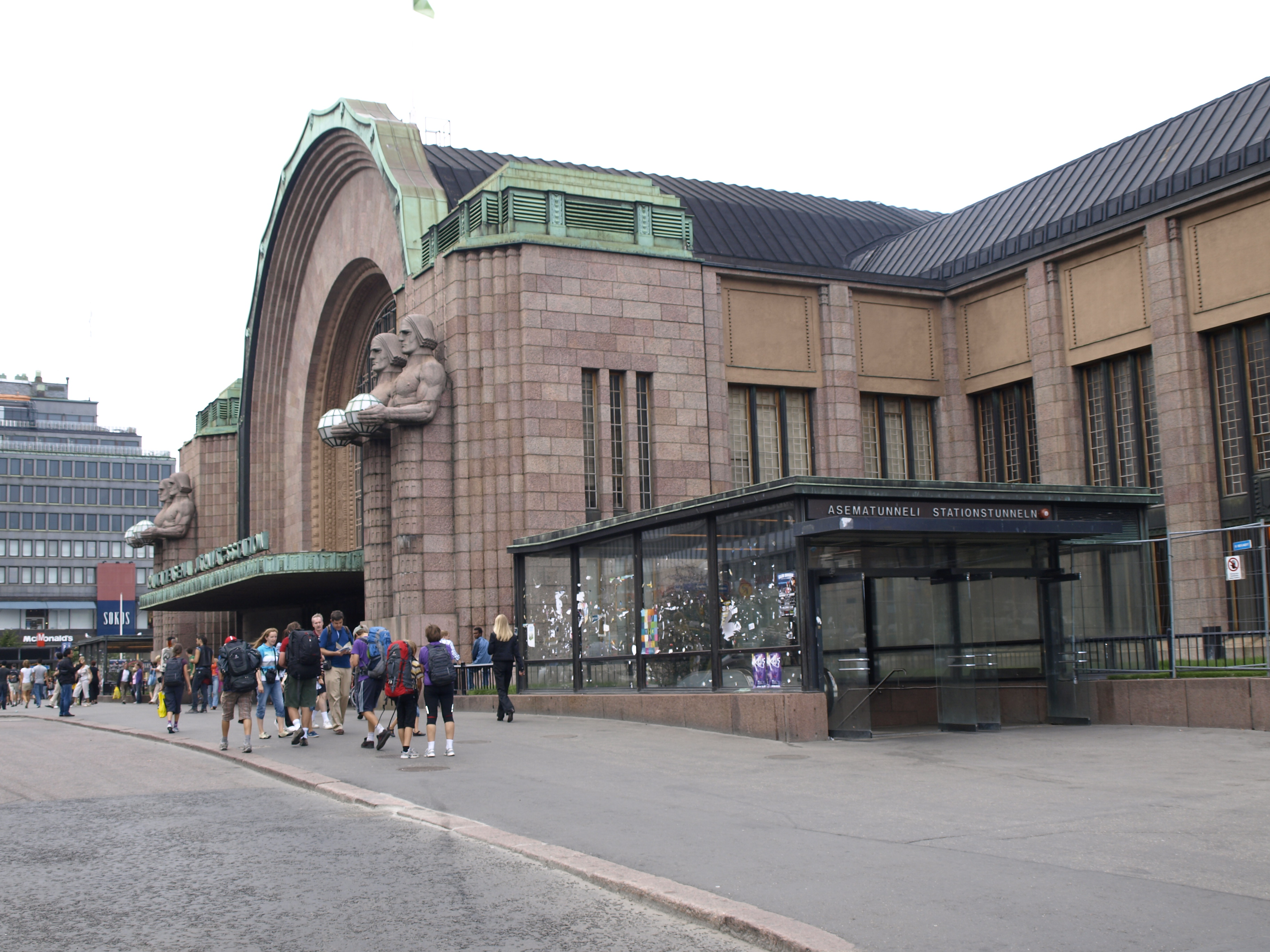
Station en ingang metro
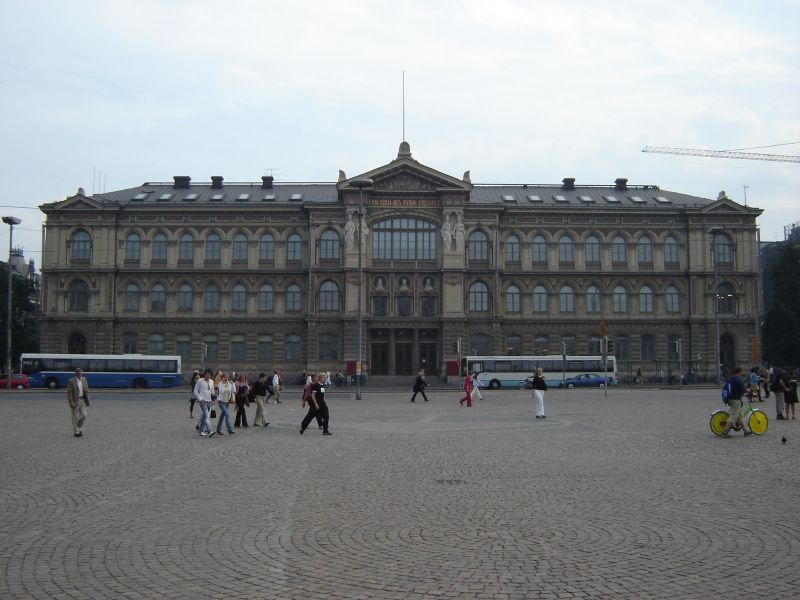
Ateneum vanaf het plein
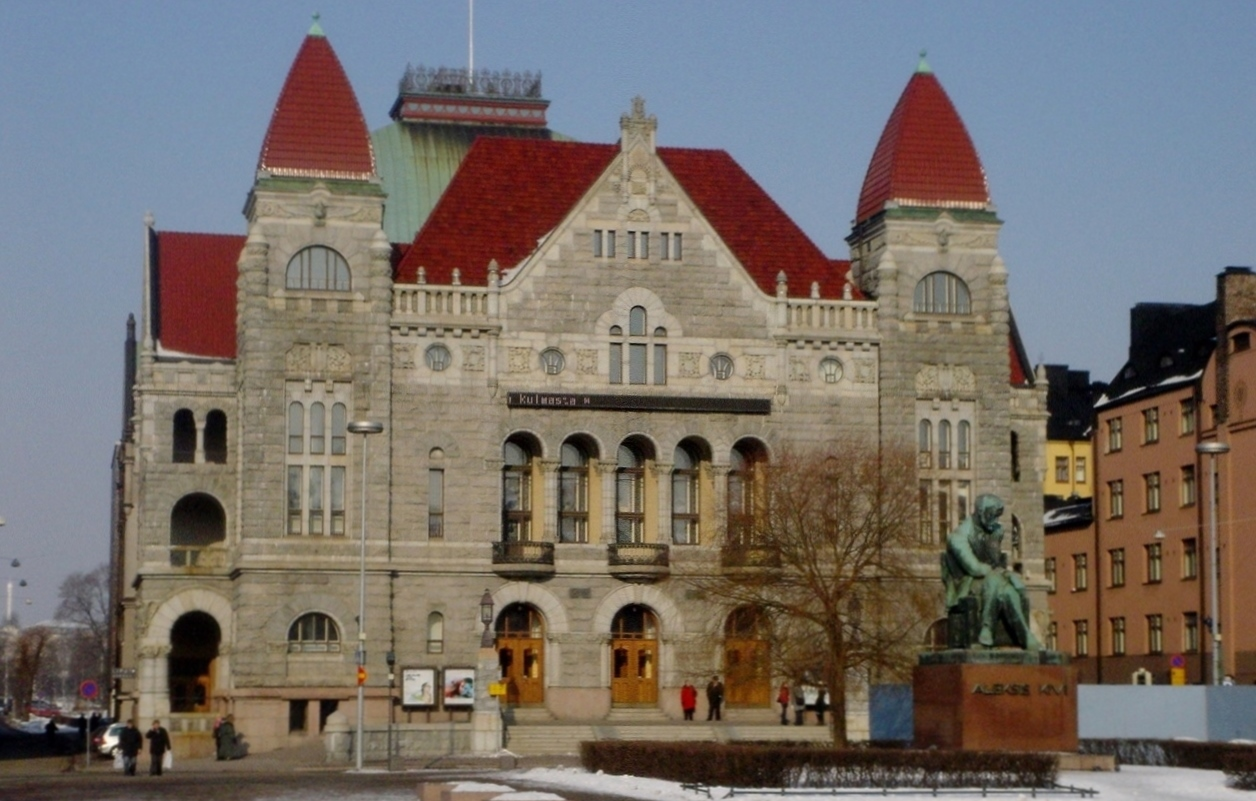
Nationaal Theater en beeld Aleksis Kivi